# 星塵傳奇
是2007年浪漫奇幻冒險電影，由馬修·范恩指導，電影改編自尼爾·蓋曼的1999年同名小說《星塵》（由查爾斯·范斯繪圖，艾旺出版社發行）。
片中演員包含克萊兒·丹妮絲、勞勃·狄尼洛、蜜雪兒·菲佛、查理·考克斯、席安娜·米勒、魯伯特·埃弗里特、與彼得·奧圖，說書人為伊恩·麥克連。北美首映日期2007年8月10日，台灣於2007年10月19日上映。
本片获2008年度雨果奖最佳科幻电影。

## 劇情概要
崔斯坦·索恩（查理·考克斯）是被囚禁的公主烏娜的私生子。崔斯坦出生後隨即送到索恩家門口，在嬰兒籃附上「巴比倫蠟燭」與一封信，自此開啟了崔斯坦的奇幻冒險之旅。

## 演員
| 演員                | 角色                  |
| ------------------- | --------------------- |
| 牆村（Wall Village）            |                       |
| 查理·考克斯         | 崔斯坦·索恩（Tristan Thorn）       |
| 納森尼爾·帕克       | 鄧斯坦·索恩（Dunstan Thorn）       |
| 絲安娜·美娜         | 維多莉亞·佛瑞斯特（Victoria Foresster） |
| 班·巴恩斯           | 鄧斯坦·索恩（年輕時） |
| 大卫·凯利           | 「牆」的守衛（Guard）      |
| 亨利·卡維爾         | 亨佛利（Humphrey）            |
| 風暴禁域（Stormhold）        |                       |
| 克萊兒·丹妮絲       | 伊薇（）              |
| 凱特·瑪蔻溫         | 烏娜（Una）              |
| 蜜雪兒·菲佛         | 幽暗女王拉米雅（Lamia）        |
| 勞勃·狄尼洛         | 莎士比亞船長（）      |
| 彼得·奧圖           | 風暴禁域國王（King of Stormhold）      |
| 馬克·史壯           | 賽普提墨（Septimus）          |
| 傑森·佛萊明         | 卜萊瑪（Primus）            |
| 魯伯特·埃弗里特     | 瑟康達（Secundus）            |
| 馬克・希普          | 托提爾斯（Tertius）          |
| 亞當·巴克斯頓       | 昆蒂斯（Quintus）            |
| 朱立安·萊恩－圖特   | 奎圖斯（Quartus）            |
| 戴维·沃廉姆斯       | 賽克斯（Sextus）            |
| 梅蘭妮·希爾         | 餿水婆薩兒（Ditchwater Sal）        |
| 乔安娜·斯坎伦       | 魔兒（Mormo）              |
| 莎拉・亞歷山大      | 闇普賽（Empusa）            |
| 瑞奇·傑維斯         | 商人弗狄（Ferdy the Fence）          |
| 馬克·威廉斯 (演員)  | 比利（Billy）              |
| 奧莉薇亞·葛蘭（女） | 柏納（Bernard）              |
| 艾略特·薩姆納       | 伊薇的姐姐（Yvaine's sister）        |
| 戴克斯特·佛萊契     | 皮包骨海盜（Skinny Pirate）        |
| 伊恩·麥克連         | 旁白                  |

## 製作

### 版權
原著小說作者尼爾·蓋曼1998年出版的奇幻小說《星塵》，在1998年到1999年間由米拉麥克斯影業首先取得電影開拍權。尼爾·蓋曼一直婉拒電影公司將他的小說改編成電影的提議，在合約期滿後，他重新取得所有權。而後開始了泰瑞·吉連和馬修·范恩（Matthew Vaughn）兩位導演間星塵傳奇開拍版本的協商討論。為解決《神鬼剋星》（The Brothers Grimm）所遺留的財政困難，吉連退出此案，於是范恩保留此商討轉而製導《雙面間諜》（Layer Cake）。在范恩放掉《X戰警：最後戰役》（X-Men: The Last Stand）的主導權後，和蓋曼兩人繼續重新討論。最後在2005年1月范恩終於獲得版權，著手進行原著小說改編。2005年的10月導演和派拉蒙影業進行最後協商，預算估計約700萬美元來拍攝《星塵傳奇》。

### 原著改編
導演馬修·范恩和劇本作家珍·戈德曼（Jane Goldman）合力改編《星塵傳奇》電影劇本。當問到這本奇幻小說如何激發導演去拍成電影，導演范恩雙關地說，他想要拍一部「《公主新娘》（Princess Bride）在《午夜狂奔》（Midnight Run）」的影片。 
改編這本小說最困難的部分，是書中的嚴肅題材和黑色元素：性和暴力在這部成人童話故事，如何不畏縮地呈現。改寫成果出來，電影版本表現出和原著與眾不同且極為幽默的要素，導演范恩和編劇戈德曼也獲得原著作家蓋曼的同意贊許。蓋曼並不想看到，觀賞完影片的觀眾，企圖去比較電影是否忠於原著，來決定本部片的失敗與否。 
在小說的有聲書版本發行出版後，蓋曼發現文字轉換為聲音，需花十個小時半才能把所有精華包含其中，這讓他明白電影必定會濃縮小說內容，留下關鍵重點部分。而即使2006年電影技術程度不差，製作預算花費也是被列入改編的要點之一。馬修·范恩和珍·戈德曼決定為故事中的女巫命名（原著小說女巫通稱為「Lilim」），他們的命名是取自於《神奇之書》和《無有鄉》。

### 拍攝場景
在2006年4月中旬，主要拍攝地點在蘇格蘭高地的韋斯特羅斯（Wester Ross），緊接著到穹蒼島（Isle of Skye）進行拍攝。6月時，外景到了英國赫福郡（Hertfordshire）的阿什里奇管理學院（Ashridge Business school）附近樹林日以繼夜地進行拍攝。 2006年夏天，有些拍攝場景在白金漢郡（Buckinghamshire）的斯托學校（Stowe School）和位於威爾特郡（Wiltshire）的峽谷堡（Castle Combe）小鎮。影片於2006年7月13日拍攝完畢 。

### 選角
2006年3月，片場演員勞勃·狄尼洛、蜜雪兒·菲佛、克萊兒·丹妮絲、查理·考克斯和席艾娜·米勒確定出演《星塵傳奇》。4月開始於英國和冰島進行拍攝，電影整體主要取景多為英國本地。
 
范恩親自挑選丹妮絲、考克斯和菲佛擔任角色演出，他打算讓莎士比亞船長（Captain Shakespeare）一角，由勞勃·狄尼洛或傑克·尼克遜擇一來擔任，史蒂芬·弗萊（Stephen Fry）也曾經在預選名單之一，不過最終范恩挑選出狄尼洛來詮釋此要角。

莎拉·蜜雪兒·吉蘭被入選為扮演依薇（Yvaine）的角色，但她為了陪在她老公小佛萊迪普林茲（Freddie Prinze Jr.）身旁，而婉拒演出。

## 評價
影評家給予《星塵傳奇》普遍正面的評價，根據電影評論網站爛番茄，有77%的影評家給予正面的評價。Metacritic網站33篇的影評中，平均分數100分得到66分。電影在2007年10月19日於英國與愛爾蘭島上映，得到相當大的迴響與開出亮眼的票房佳績。美聯社電影評比將本片列為2007年最佳電影排名第七。

## 外部連結
- 電影官方網站 （页面存档备份，存于）
- 美版預告片（含HD版本） （页面存档备份，存于）
- Stardust Soundtrack Review at Tracksounds （页面存档备份，存于）
- European Premiere video （页面存档备份，存于）
- 互联网电影数据库（IMDb）上《星塵傳奇》的资料（英文）
- Metacritic上《星塵傳奇》的資料（英文）
- Box Office Mojo上《星塵傳奇》的資料（英文）
- AllMovie上《星塵傳奇》的资料（英文）
- 爛番茄上《星塵傳奇》的資料（英文）
- 開眼電影網上《星塵傳奇》的資料（繁體中文）
- 豆瓣电影上《星塵傳奇》的資料 （简体中文）